# 莫勒維·伊夫提哈爾·海珊·安薩里
莫勒維·伊夫提哈爾·海珊·安薩里（1942年4月26日—2014年9月30日）是一名克什米尔伊斯兰教什叶派神职人员、政治家、商人和克什米尔阿舒拉节大游行的赞成者。1962年他继承他的父亲成为全查谟和克什米尔什叶派协会主席。他任此职一直到他逝世。他代表查谟和克什米尔人民民主党是查谟和克什米尔邦立法议会成员。此前他曾经是查谟和克什米尔国民大会党和印度国民大会党成员。

## 刺杀
安薩里3次成为暗杀企图的目标。2000年6月他在一次宗教大会上讲话时一枚地雷爆炸，安薩里侥幸存活。12名他的追随者被爆炸杀死。2000年9月1日他被一枚簡易爆炸裝置炸伤，两名警察和一名司机丧生。警察怀疑真主穆斯林游擊隊是凶手。

## 逝世
安薩里长年患肝病，他曾经在美国获得特殊治疗。2014年9月30日晨他在斯利那加自己的家里去世。众多政治、宗教和社会领导人向他致哀。他出殡的时候道路上约聚集了近50万人。他被葬在斯利那加自己家族的墓地里。